# 우리 (니시노 카나의 노래)
〈우리〉(일본어: 私たち 와타시타치[*])는 일본의 여성 가수 니시노 카나의 17번째 싱글로, 2012년 5월 23일에 SME 레코드에서 발매되었다. 전작 〈SAKURA, I love you?〉에서 약 2개월 만의 싱글이다.

## 수록곡
- 전체 작사: 니시노 카나

| #            | 제목                 | 재생 시간 |
| ------------ | -------------------- | --------- |
| 1.           | 〈私たち→우리〉      | 5:47      |
| 2.           | 〈Happy Half Year!〉 | 4:33      |
| 3.           | 〈LOVE LIKE CRAZY〉  | 4:24      |
| 총 재생 시간 | 총 재생 시간         | 14:44     |